# Lucy Finch
Lucy Finch (Malaui, 1943), nacida como Lucy Kishindo, es una enfermera de cuidados paliativos malauí que ha trabajado en varios países africanos. En Malaui fundó el hospicio Ndi Moyo, "el lugar que da vida".

## Trayectoria
Nacida con el nombre de Lucy Kishindo en Malaui en 1943, fue la mayor de 11 hijos de un maestro de escuela primaria anglicano. Estudió en escuelas misioneras en el sur de Malawi y se formó como enfermera en el Reino Unido. 
En septiembre de 1964, Lucy viajó a Escocia para estudiar enfermería en la Escuela de Enfermería del Sur de Edimburgo. En 1969 conoció y se casó con Tony Finch, hijo del artista alfarero Ray Finch. Por motivos del trabajo del marido en la Comisión Forestal la pareja vivió en distintos países el mundo por lo que Lucy trabajó como enfermera en Gran Bretaña, Tanzania, Uganda y Zambia. En 1997, mientras su marido estaba en Kampala, Lucy Finch empezó a trabajar como voluntaria en Hospice Africa, en Uganda, donde trabajó con la Dra. Anne Merriman en su programa pionero de cuidados paliativos. Un año después, regresó a Malawi para cuidar a su hermana, que se estaba muriendo de meningitis relacionada con el VIH. En el mismo hospital conoció a otros pacientes que estaban muriendo con gran dolor y angustia, sin ninguna asistencia. Lucy Finch decidió entonces impulsar la medicina de paliativos donde pudiera para que los pacientes no tuvieran que pasar por esa situación.

## Ndi Moyo
En 2002, Lucy y Tony Finch regresaron a Malawi y ella comenzó a ayudar a pacientes locales, proporcionándoles analgésicos y otros tipos de asistencia. En 2005, su familia y amigos en el Reino Unido fundaron una organización benéfica para recaudar fondos para apoyar el trabajo que ella había iniciado. Tras reunir recursos, en 2007 la Ministra de Salud, Marjorie Ngaunje, inauguró en el distrito de Salima el hospicio Ndi Moyo, "el lugar que da vida".  En 2016, era el único hospicio en todo Malaui. En 2016, Ndi Moyo atendía a unos 330 pacientes, capacitaba y asesoraba a profesionales de la salud, dirigía clínicas de extensión y abogaba por una mejor atención al final de la vida.  Proporciona atención holística, centrada en el paciente y en el hogar, a pacientes que de otro modo tendrían poco acceso al alivio del dolor o al apoyo al final de la vida. Según estimaciones de 2015, aproximadamente un millón de personas en Malawi viven con VIH/SIDA y muchos de estos pacientes desarrollan cáncer en un país que no cuenta con un tratamiento de salud pública curativo contra el cáncer.

## Reconocimientos
En 2013, Lucy Finch fue reconocida por Hospice Africa Uganda por su destacado apoyo a la promoción y el desarrollo de los cuidados paliativos en Uganda. En 2015, recibió un Reconocimiento de manos del Dr. Peter Kumpalume, Ministro de Salud de Malawi. En 2016, fue reconocida como una de las 100 mujeres de la BBC por su labor de atención a los pacientes terminales.